# Grammia incorrupta
Grammia incorrupta là một loài bướm đêm thuộc phân họ Arctiinae, họ Erebidae.